# Divízió II 2012
La Divízió II 2012 è la 2ª edizione del campionato di football americano di terzo livello, organizzato dalla MAFSZ.

## Squadre partecipanti
| Club                 | Città        | Stadio | Sponsor ufficiale | Risultato nella stagione 2011 |
| -------------------- | ------------ | ------ | ----------------- | ----------------------------- |
| Budapest Cowboys 2   | Budapest     |        |                   |                               |
| Budapest Eagles      | Budapest     |        |                   |                               |
| Budapest Wolves 2    | Budapest     |        |                   |                               |
| Debrecen Gladiators  | Debrecen     |        |                   |                               |
| Haladás Crushers     | Szombathely  |        |                   |                               |
| Nyíregyháza Tigers 2 | Nyíregyháza  |        |                   |                               |
| Pécs Gringos         | Pécs         |        |                   |                               |
| Tata Mustangs        | Tata         |        |                   |                               |
| Újbuda Rebels 2      | Budapest     |        |                   |                               |
| Újpest Bulldogs      | Budapest     |        |                   |                               |
| Veszprém Wildfires   | Veszprém     |        |                   |                               |
| Zala Predators       | Zalaegerszeg |        |                   |                               |

## Stagione regolare

### Calendario

#### 1ª giornata
| 26 marzo 2012 | Budapest Wolves 2 | 12 – 46 | Újpest Bulldogs |  |

#### 2ª giornata
| 31 marzo 2012 | Nyíregyháza Tigers 2 | 0 – 24 | Budapest Cowboys 2 |  |

| 31 marzo 2012 | Haladás Crushers | 24 – 6 | Veszprém Wildfires |  |

| 1º aprile 2012 | Debrecen Gladiators | 39 – 12 | Budapest Eagles |  |

#### 3ª giornata
| 7 aprile 2012 | Újbuda Rebels 2 | 48 – 0 | Pécs Gringos |  |

| 7 aprile 2012 | Zala Predators | 19 – 18 (d.t.s.) | Tata Mustangs |  |

#### 4ª giornata
| 14 aprile 2012 | Nyíregyháza Tigers 2 | 33 – 7 | Újpest Bulldogs |  |

| 14 aprile 2012 | Debrecen Gladiators | 0 – 19 | Budapest Cowboys 2 |  |

#### 5ª giornata
| 22 aprile 2012 | Budapest Eagles | 32 – 14 | Budapest Wolves 2 |  |

| 22 aprile 2012 | Tata Mustangs | 55 – 7 | Veszprém Wildfires |  |

#### 6ª giornata
| 28 aprile 2012 | Pécs Gringos | 0 – 41 | Zala Predators |  |

| 29 aprile 2012 | Haladás Crushers | 14 – 21 | Újbuda Rebels 2 |  |

#### 7ª giornata
| 5 maggio 2012 | Budapest Eagles | 12 – 54 | Újpest Bulldogs |  |

| 6 maggio 2012 | Budapest Cowboys 2 | 55 – 6 | Budapest Wolves 2 |  |

| 6 maggio 2012 | Nyíregyháza Tigers 2 | 48 – 12 | Debrecen Gladiators |  |

#### 8ª giornata
| 13 maggio 2012 | Haladás Crushers | 54 – 0 | Pécs Gringos |  |

| 13 maggio 2012 | Tata Mustangs | 18 – 25 | Újbuda Rebels 2 |  |

| 13 maggio 2012 | Zala Predators | 41 – 0 | Veszprém Wildfires |  |

#### 9ª giornata
| 20 maggio 2012 | Budapest Cowboys 2 | 56 – 0 | Budapest Eagles |  |

#### 10ª giornata
| 27 maggio 2012 | Pécs Gringos | 21 – 18 | Veszprém Wildfires |  |

#### 11ª giornata
| 3 giugno 2012 | Tata Mustangs | 25 – 22 | Haladás Crushers |  |

| 3 giugno 2012 | Budapest Eagles | 15 – 74 | Nyíregyháza Tigers 2 |  |

| 3 giugno 2012 | Újpest Bulldogs | 3 – 20 | Budapest Cowboys 2 |  |

| 3 giugno 2012 | Újbuda Rebels 2 | 35 – 6 | Zala Predators |  |

#### 12ª giornata
| 10 giugno 2012 | Debrecen Gladiators | 29 – 0 | Budapest Wolves 2 |  |

#### 13ª giornata
| 16 giugno 2012 | Pécs Gringos | 12 – 65 | Tata Mustangs |  |

| 17 giugno 2012 | Haladás Crushers | 24 – 7 | Zala Predators |  |

| 17 giugno 2012 | Újpest Bulldogs | 28 – 25 | Debrecen Gladiators |  |

| 17 giugno 2012 | Budapest Wolves 2 | 0 – 38 | Nyíregyháza Tigers 2 |  |

#### Dati incerti
| 2012 | Újbuda Rebels 2 | 20 – 0 | Veszprém Wildfires |  |

### Classifiche
Le classifiche della regular season sono le seguenti:
- PCT = percentuale di vittorie, G = partite giocate, V = partite vinte,  P = partite perse, PF = punti fatti, PS = punti subiti

#### Girone Est
| Pos. | Squadra              | PCT   | G | V | N | P | PF  | PS  |
| ---- | -------------------- | ----- | - | - | - | - | --- | --- |
| 1    | Budapest Cowboys 2   | 1.000 | 5 | 5 | 0 | 0 | 174 | 9   |
| 2    | Nyíregyháza Tigers 2 | .800  | 5 | 4 | 0 | 1 | 193 | 58  |
| 3    | Újpest Bulldogs      | .600  | 5 | 3 | 0 | 2 | 138 | 102 |
| 4    | Debrecen Gladiators  | .400  | 5 | 2 | 0 | 3 | 105 | 107 |
| 5    | Budapest Eagles      | .200  | 5 | 1 | 0 | 4 | 71  | 237 |
| 6    | Budapest Wolves 2    | .000  | 5 | 0 | 0 | 5 | 32  | 200 |

#### Girone Ovest
| Pos. | Squadra            | PCT   | G | V | N | P | PF  | PS  |
| ---- | ------------------ | ----- | - | - | - | - | --- | --- |
| 1    | Újbuda Rebels 2    | 1.000 | 5 | 5 | 0 | 0 | 149 | 38  |
| 2    | Tata Mustangs      | .600  | 5 | 3 | 0 | 2 | 181 | 85  |
| 3    | Haladás Crushers   | .600  | 5 | 3 | 0 | 2 | 138 | 59  |
| 4    | Zala Predators     | .600  | 5 | 3 | 0 | 2 | 114 | 77  |
| 5    | Pécs Gringos       | .200  | 5 | 1 | 0 | 4 | 33  | 226 |
| 6    | Veszprém Wildfires | .000  | 5 | 0 | 0 | 5 | 31  | 161 |

## Playoff

### Tabellone
|  | Semifinali | Semifinali           | Semifinali |                 |    | II Duna Bowl       | II Duna Bowl | II Duna Bowl |  |
|  |            |                      |            |                 |    |                    |              |              |  |
|  | 1E         | Budapest Cowboys 2   | 29         |                 |    |                    |              |              |  |
|  | 1E         | Budapest Cowboys 2   | 29         |                 |    |                    |              |              |  |
|  | 2O         | Tata Mustangs        | 14         |                 |    |                    |              |              |  |
|  | 2O         | Tata Mustangs        | 14         |                 | 1E | Budapest Cowboys 2 | 33           |              |  |
|  |            |                      |            |                 | 1E | Budapest Cowboys 2 | 33           |              |  |
|  |            |                      | 1O         | Újbuda Rebels 2 | 7  |                    |              |              |  |
|  | 1O         | Újbuda Rebels 2      | 1O         | Újbuda Rebels 2 | 7  | 37                 |              |              |  |
|  | 1O         | Újbuda Rebels 2      |            |                 |    |                    |              |              |  |
|  | 2E         | Nyíregyháza Tigers 2 | 14         |                 |    |                    |              |              |  |

### Semifinali
| 1º luglio 2012 | Budapest Cowboys 2 | 29 – 14 | Tata Mustangs |  |

| 1º luglio 2012 | Újbuda Rebels 2 | 37 – 14 | Nyíregyháza Tigers 2 |  |

### II Duna Bowl
| 14 luglio 2012 | Budapest Cowboys 2 | 33 – 7 | Újbuda Rebels 2 |  |

## Verdetti
- Budapest Cowboys 2 Vincitori della Divízió II 2012